# Aceeași gară pentru doi
Aceeași gară pentru doi este un film românesc din 2002 regizat de Radu Potcoavă. Rolurile principale au fost interpretate de actorii Bogdan Rebenciuc, Alexandru Georgescu și Valentin Popescu.

## Prezentare
După șase ani, Andrei primește o scrisoare de la tatăl său prin care îl roagă să-l mai vadă o dată, înainte de a pleca într-o călătorie lungă. În ciuda opoziției mamei și a tatălui vitreg, copilul se duce să se întâlnească cu tatăl său pe peronul unei mici gări de lângă București. 

## Distribuție
- Maria Teslaru — Mama
- Bogdan Rebenciuc — Copilul Andrei (8 ani)
- Valentin Popescu — Tatăl
- Alexandru Georgescu — Tatăl vitreg